# アンドレゴト・ガリンデス
アンドレゴト・ガリンデス（スペイン語：Andregoto Galíndez, 972年没）は、アラゴン女伯（在位：922年 - 925年）。また、パンプローナ王ガルシア・サンチェス1世の最初の妃。

## 生涯
アンドレゴトはアラゴン伯ガリンド2世・アスナーレスの娘である。
父ガリンド2世が死去した時アンドレゴトは幼年であったため、家臣のフォルトゥン・ヒメネスがアンドレゴトの後見人をつとめ、統治を行った。しかし、『ロダ写本』では、ガリンド2世の庶子グンティスロ（Gutísculo）が933年まで後見人であったとされている。
925年にアンドレゴトと従兄弟ガルシア・サンチェス1世との結婚が決められ、アンドレゴトの後見はガルシア・サンチェス1世が成人する933年まで後見人となることになっていたヒメノ・ガルセスがつとめることとなった。
2人の結婚は938年より前に行われ、943年ごろに親の理由により結婚は解消された。結婚の無効により、女性であるアンドレゴトはアラゴン伯領の支配権を行使できなくなったため、息子のサンチョ・ガルセス2世がアラゴン伯領を継承し、アンドレゴトは引退した。アンドレゴトは972年に死去した。